# Jón Þorláksson
Jón Þorláksson (3 marzo 1877 – Reykjavík, 20 marzo 1935) è stato un politico islandese.
È stato Primo ministro dell'Islanda dal luglio 1926 all'agosto 1927.
Era leader del Partito Conservatore, che poi si è fuso con il Partito Liberale per dar luce al Partito dell'Indipendenza.
Dal 1933 fino alla sua morte, avvenuta due anni dopo, è stato sindaco di Reykjavík.